# Poudenx
Poudenx ist eine französische Gemeinde mit 219 Einwohnern (Stand: 1. Januar 2022) im Département Landes in der Region Nouvelle-Aquitaine. Sie gehört zum Kanton Chalosse Tursan und zum Arrondissement Mont-de-Marsan. 
Nachbargemeinden sind Lacrabe im Nordwesten, Morganx im Norden, Peyre im Osten, Castelner im Südosten, Bassercles im Süden und Argelos im Westen.

## Bevölkerungsentwicklung
| Jahr      | 1962 | 1968 | 1975 | 1982 | 1990 | 1999 | 2008 | 2017 |
| --------- | ---- | ---- | ---- | ---- | ---- | ---- | ---- | ---- |
| Einwohner | 279  | 239  | 212  | 196  | 191  | 203  | 211  | 225  |

## Sehenswürdigkeiten

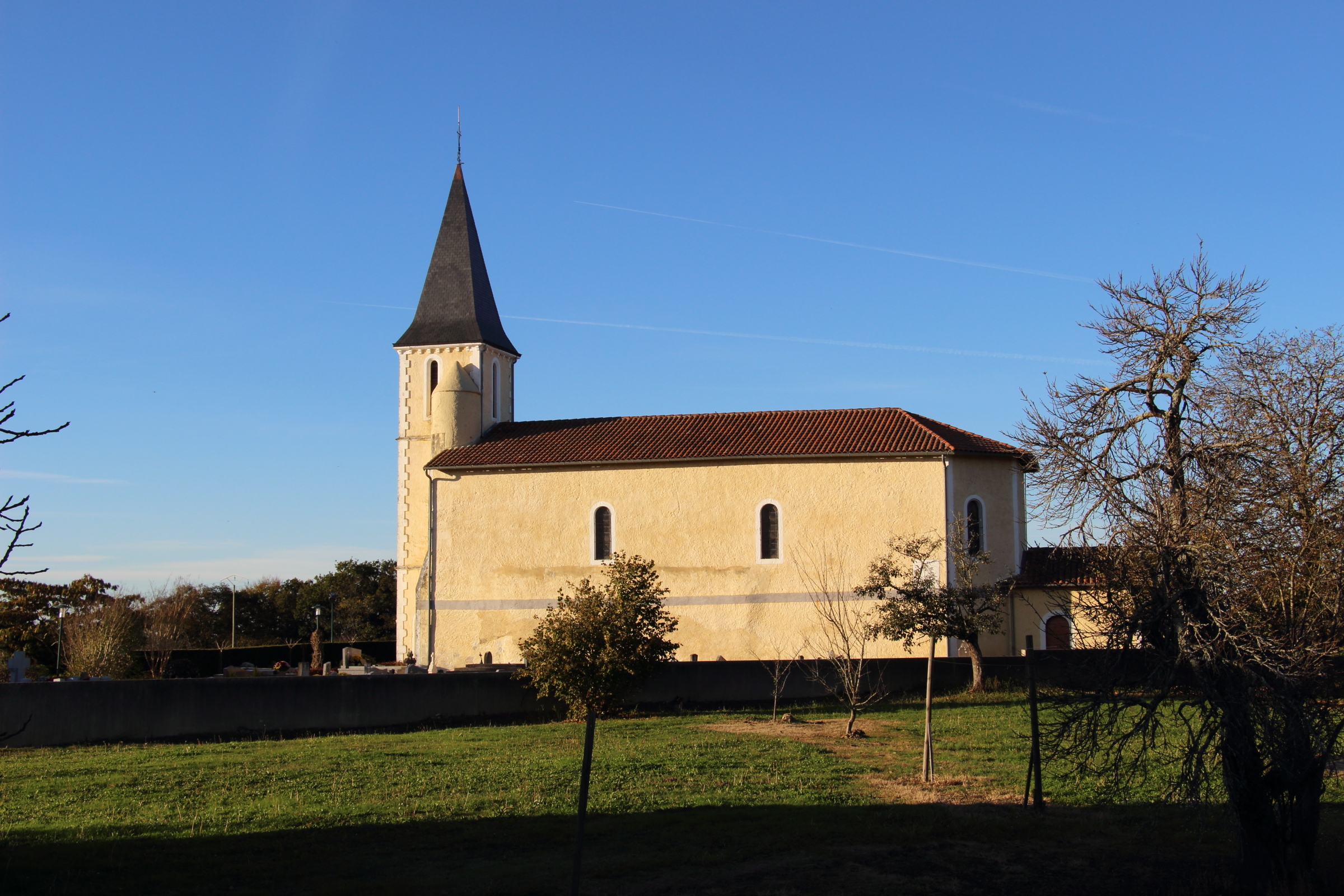
Kirche Saint-Jean-Baptiste

- Kirche Saint-Jean-Baptiste